# Sokolniki (powiat dzierżoniowski)
Sokolniki (niem. Wättrisch) – wieś w Polsce położona w województwie dolnośląskim, w powiecie dzierżoniowskim, w gminie Łagiewniki.

## Podział administracyjny
W latach 1975–1998 miejscowość należała administracyjnie do województwa wrocławskiego.

## Zabytki
Do wojewódzkiego rejestru zabytków wpisane są obiekty:
- zespół pałacowy, z XVII-XVIII-XIX w.:
  - pałac
  - park
  - folwark:
    - oficyna
    - wozownia
    - budynek gospodarczo-mieszkalny
    - obora
    - stajnia
    - budynek gospodarczy
- wieża widokowa, na szczycie Jańskiej Góry, z 1869 r.[4]

## Szlaki turystyczne
- Jordanów Śląski - Glinica - Janówek - Sokolniki - Łagiewniki - Przystronie - Jasinek - Niemcza - Stasin - Starzec - Strachów - Żelowice